# Katō Kiyomasa
Katō Kiyomasa est un nom japonais traditionnel ; le nom de famille (ou le nom d'école), Katō, précède donc le prénom (ou le nom d'artiste).
Katō Kiyomasa (加藤清正, 25 juillet 1562-2 août 1611) est un guerrier japonais et un daimyo de la période Sengoku.

## Biographie

### Durant la période Sengoku
Né dans le village de Nakamura (faisant désormais partie de la ville de Nagoya), le même que Hideyoshi Toyotomi, il était comme ce dernier fils d'un forgeron, décédé lorsqu'il avait trois ans. L'enfant, alors appelé Toranosuke (« jeune tigre ») fut pris sous l'aile de Toyotomi dont la famille était liée à la sienne. À 21 ans, en 1583, il participa à la bataille de Shizugatake aux côtés de Hideyoshi Toyotomi ; au cours de celle-ci, il devint une des « sept lances de Shizugatake ». Après la campagne de Kyūshū en 1587, il fut installé dans le domaine de Kumamoto, confisqué à Sassa Narimasa. À cette époque débuta une longue rivalité avec le daimyo du domaine  voisin, au sud de la province de Higo, Konishi Yukinaga, rivalité qui continua de croître lorsque chacun commanda une partie de l'armée japonaise lors de l'invasion de la Corée. Il se montra si compétent que ses soldats le surnommèrent le « général-démon » (Kishōkan). Malgré ses relations de longue date avec Toyotomi Hideyoshi, il rejoignit le parti de Ieyasu Tokugawa plutôt que du jeune Hideyori, fils de son ancien mentor, lors de la campagne de Sekigahara en 1600, refusant de se joindre aux armées de l'Ouest commandées par Ishida Mitsunari, avec qui il avait aussi eu des mésententes lors de la campagne de Corée.

### Après la bataille de Sekigahra
Le nouveau shogun le récompensa en lui maintenant ajoutant l'ancien domaine de son voisin et rival Konishi Yukinaga, ce dernier ayant choisi les armées de l'Ouest. En tant que daimyo, il chercha à honorer la mémoire de Toyotomi Hideyoshi en s'efforçant d'assurer la paix entre les deux camps. Il fut présent lors de la rencontre de Hideyori et Ieyasu au château de Nijō en 1611, ayant même eu selon la légende une dague sur lui, se tenant prêt à l'utiliser contre le shogun si la vie du jeune Toyotomi était menacée. Il mourut la même année, probablement empoisonné, sans pouvoir assister à la chute de la famille Toyotomi.

## Caractère et influences
Adepte fanatique de la secte Nichiren, Kiyomasa était connu pour sa haine des chrétiens (kirishitan). Une anecdote raconte qu'il aurait ordonné d'assassiner les femmes chrétiennes enceintes et de couper la tête de leurs bébés lors d'une bataille
Un sanctuaire lui est dédié à Kumamoto, le Katō-jinja, ainsi qu'une fête le 4e dimanche de juillet.